# 塚田駅

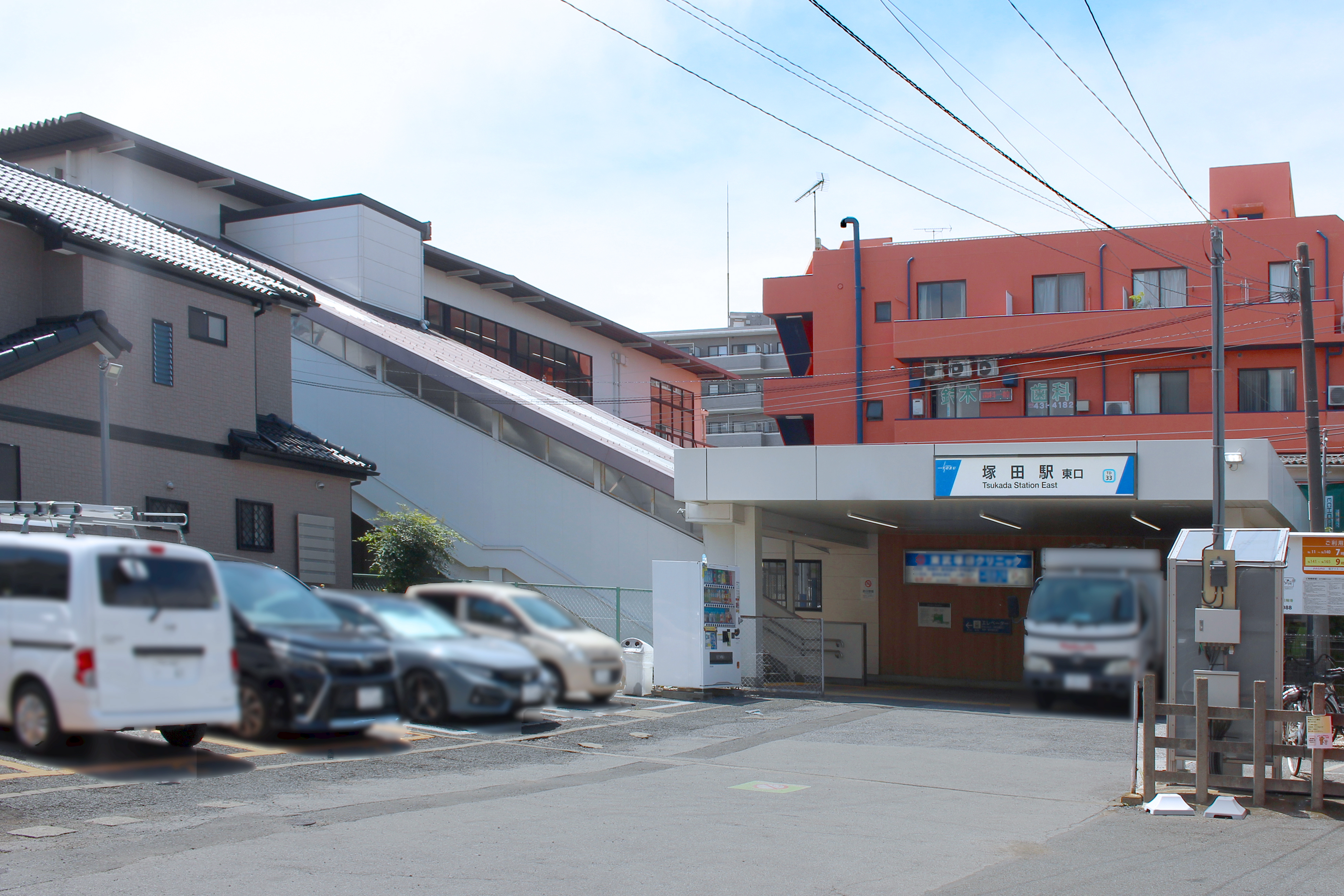
東口（2024年7月）

塚田駅（つかだえき）は、千葉県船橋市前貝塚町にある、東武鉄道野田線（東武アーバンパークライン）の駅である。駅番号はTD 33。

## 歴史
- 1923年（大正12年）12月27日：北総鉄道船橋線の駅として開設[1]。
- 1929年（昭和4年）11月22日：北総鉄道が総武鉄道へ社名変更[2]
- 1944年（昭和19年）3月1日：陸上交通事業調整法に基づき、東武鉄道が総武鉄道を吸収合併、同社船橋線の駅となる[2]。
- 1948年（昭和23年）4月16日：船橋線が野田線へ編入、同線の駅となる。

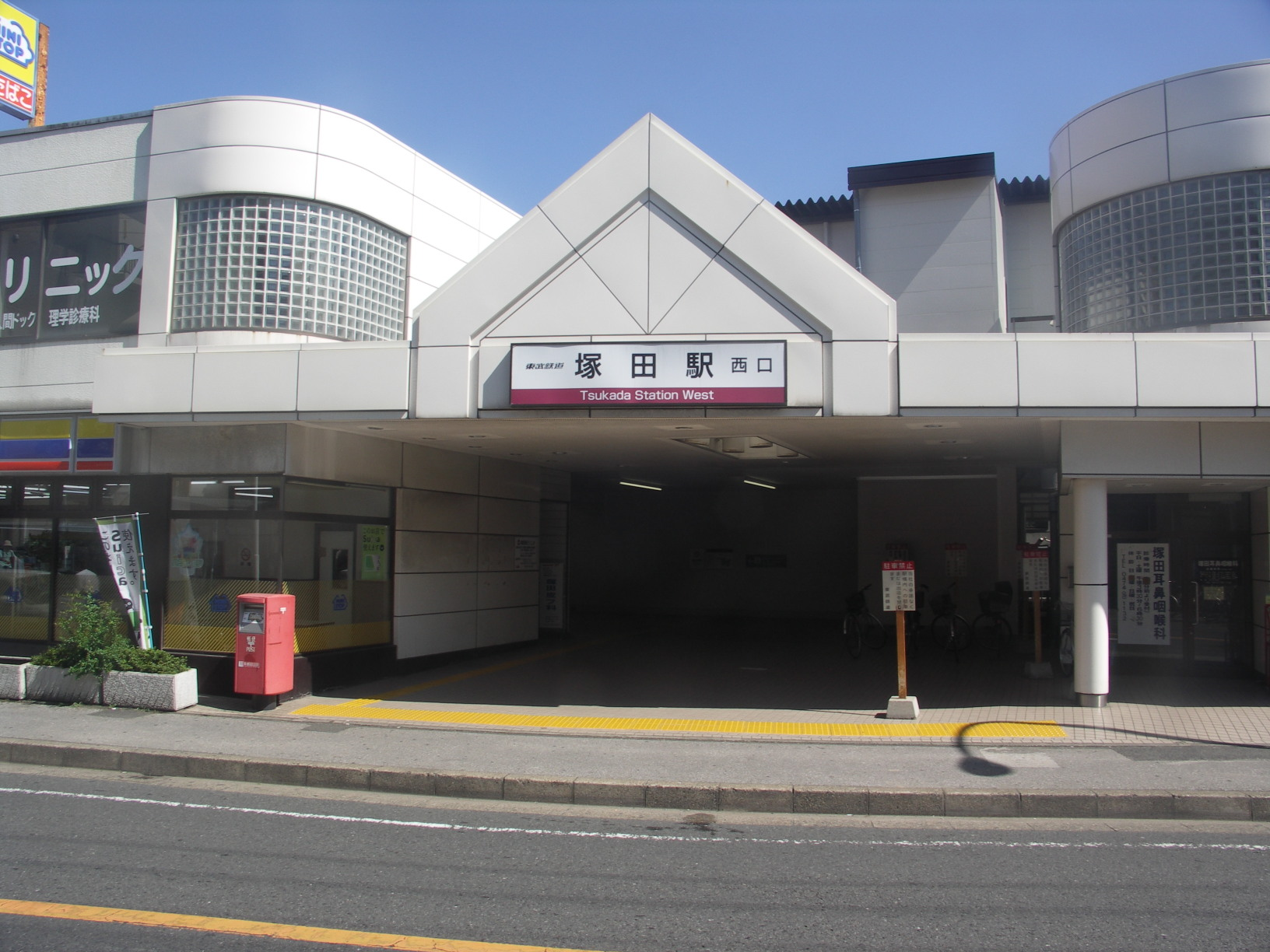
駅名看板更新前の西口（2007年9月）
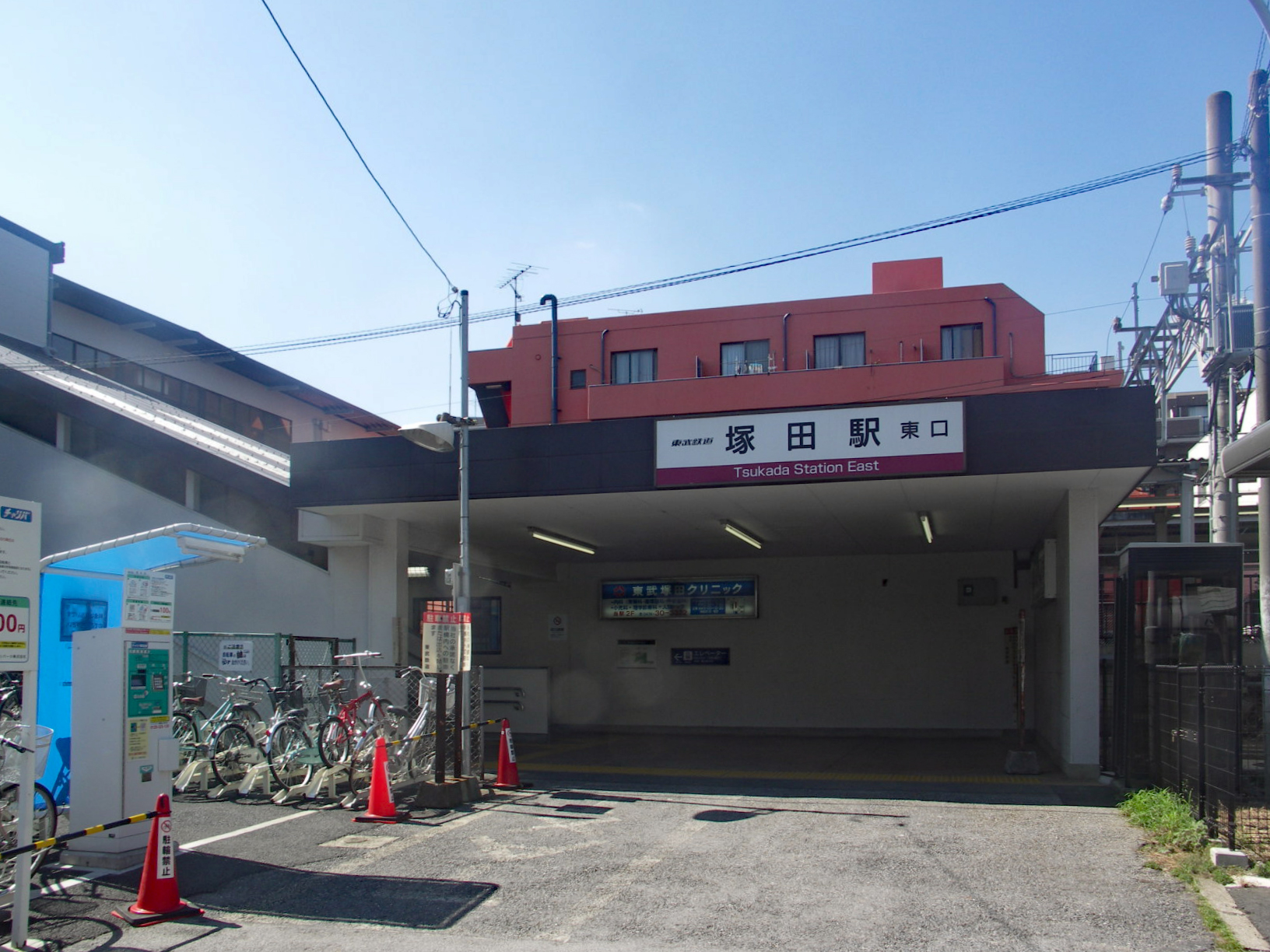
駅名看板更新前の東口（2007年9月）

### 駅名の由来
駅名は当時の東葛飾郡塚田村に所在していたことに由来する。塚田村は1937年（昭和12年）船橋町などと合併し、船橋市となった。なお、塚田村の村名は行田、前貝塚、後貝塚（現旭町）の3つの集落から成り立っていたことに由来する。

## 駅構造
相対式ホーム2面2線を有する地上駅。橋上駅舎を備える。
通常のトイレ（男女別の水洗式）は船橋方面ホーム上に、多目的トイレは2F橋上駅舎内にそれぞれ設置されている。2006年（平成18年）頃までは男女別の汲取り式トイレであった。
2007年（平成19年）3月29日に駅改良工事が完了、通常のトイレが先行して改修され、前記した多目的トイレが新設された他、東口・西口それぞれの出口地上部と改札階間、改札内では改札階と各ホーム間をそれぞれ連絡するエレベーターが設置された。
西口側にはテナントとしてコンビニエンスストア、調剤薬局、複数の医院が入居している。

### のりば
| 番線 | 路線                     | 方向 | 行先     |
| ---- | ------------------------ | ---- | -------- |
| 1    | 東武アーバンパークライン | 下り | 船橋方面 |
| 2    | 東武アーバンパークライン | 上り | 柏方面   |

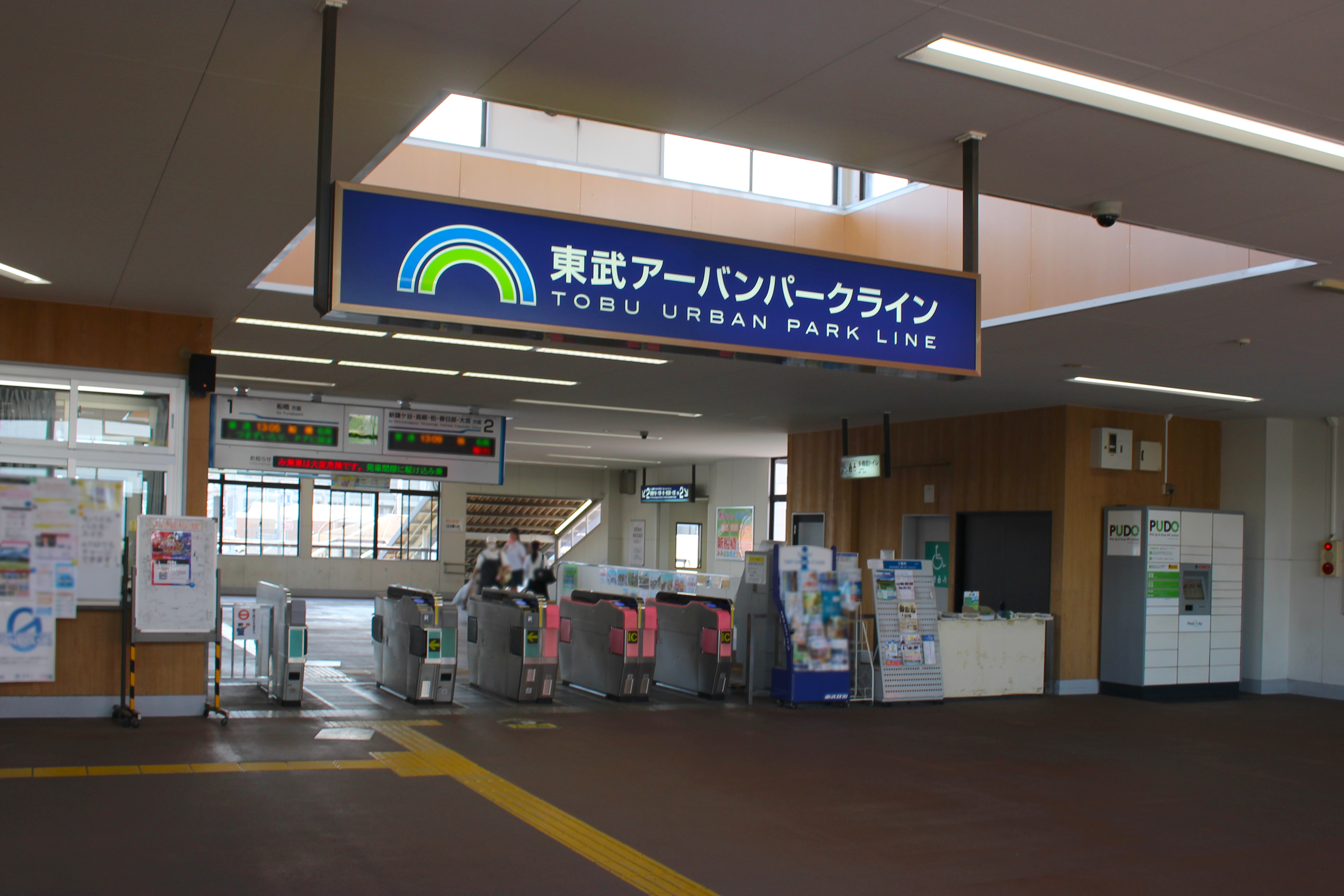
改札口（2024年7月）
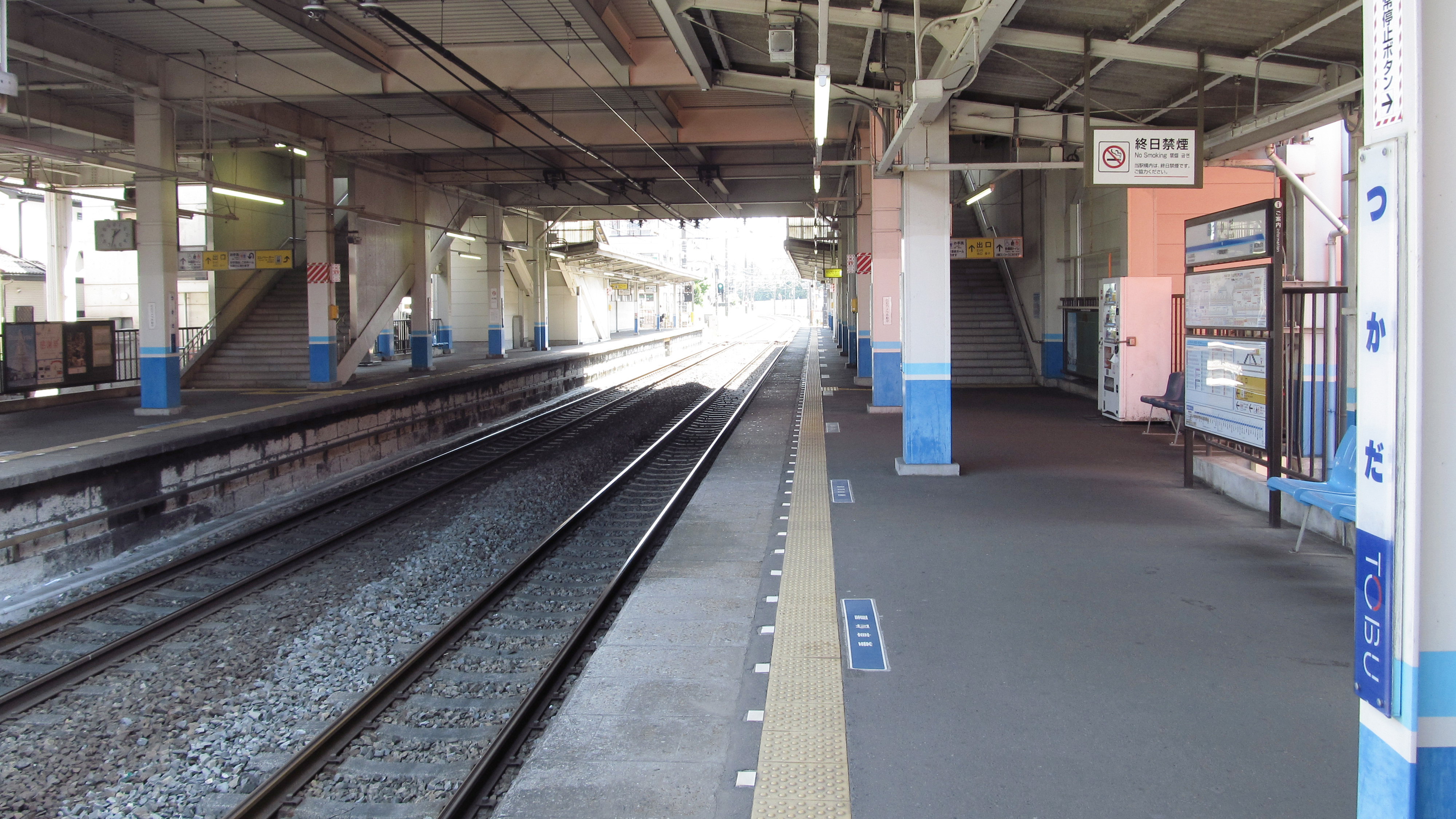
駅ホーム（2013年5月）

## 利用状況
2024年度（令和6年度）の1日平均乗降人員は18,137人である。
近年の1日平均乗降・乗車人員の推移は以下の通り。
| 年度               | 1日平均 乗降人員 | 1日平均 乗車人員 | 出典       |
| ------------------ | ---------------- | ---------------- | ---------- |
| 1995年（平成07年） |                  | 6,199            | [ * 1 ]    |
| 1996年（平成08年） |                  | 6,156            | [ * 2 ]    |
| 1997年（平成09年） |                  | 6,042            | [ * 3 ]    |
| 1998年（平成10年） |                  | 6,000            | [ * 4 ]    |
| 1999年（平成11年） |                  | 6,003            | [ * 5 ]    |
| 2000年（平成12年） |                  | 6,305            | [ * 6 ]    |
| 2001年（平成13年） |                  | 6,303            | [ * 7 ]    |
| 2002年（平成14年） | 12,265           | 6,281            | [ * 8 ]    |
| 2003年（平成15年） | 12,355           | 6,320            | [ * 9 ]    |
| 2004年（平成16年） | 12,507           | 6,400            | [ * 10 ]   |
| 2005年（平成17年） | 12,565           | 6,419            | [ * 11 ]   |
| 2006年（平成18年） | 12,938           | 6,602            | [ * 12 ]   |
| 2007年（平成19年） | 13,430           | 6,829            | [ * 13 ]   |
| 2008年（平成20年） | 13,570           | 6,911            | [ * 14 ]   |
| 2009年（平成21年） | 13,364           | 6,810            | [ * 15 ]   |
| 2010年（平成22年） | 13,408           | 6,821            | [ * 16 ]   |
| 2011年（平成23年） | 13,859           | 7,003            | [ * 17 ]   |
| 2012年（平成24年） | 13,977           | 7,052            | [ * 18 ]   |
| 2013年（平成25年） | 14,195           | 7,167            | [ * 19 ]   |
| 2014年（平成26年） | 14,236           | 7,196            | [ * 20 ]   |
| 2015年（平成27年） | 14,713           | 7,445            | [ * 21 ]   |
| 2016年（平成28年） | 15,278           | 7,753            | [ * 22 ]   |
| 2017年（平成29年） | 15,821           | 8,019            | [ * 23 ]   |
| 2018年（平成30年） | 16,182           | 8,208            | [ * 24 ]   |
| 2019年（令和元年） | 16,203           | 8,210            | [ * 25 ]   |
| 2020年（令和02年） | 13,500           |                  | [ 東武 3 ] |
| 2021年（令和03年） | 15,279           | 7,718            | [ 東武 4 ] |
| 2022年（令和04年） | 16,711           | 8,450            | [ 東武 5 ] |
| 2023年（令和05年） | 17,397           | 8,793            | [ 東武 6 ] |
| 2024年（令和06年） | 18,137           | 9,173            | [ 東武 1 ] |

## 駅周辺

### 東口

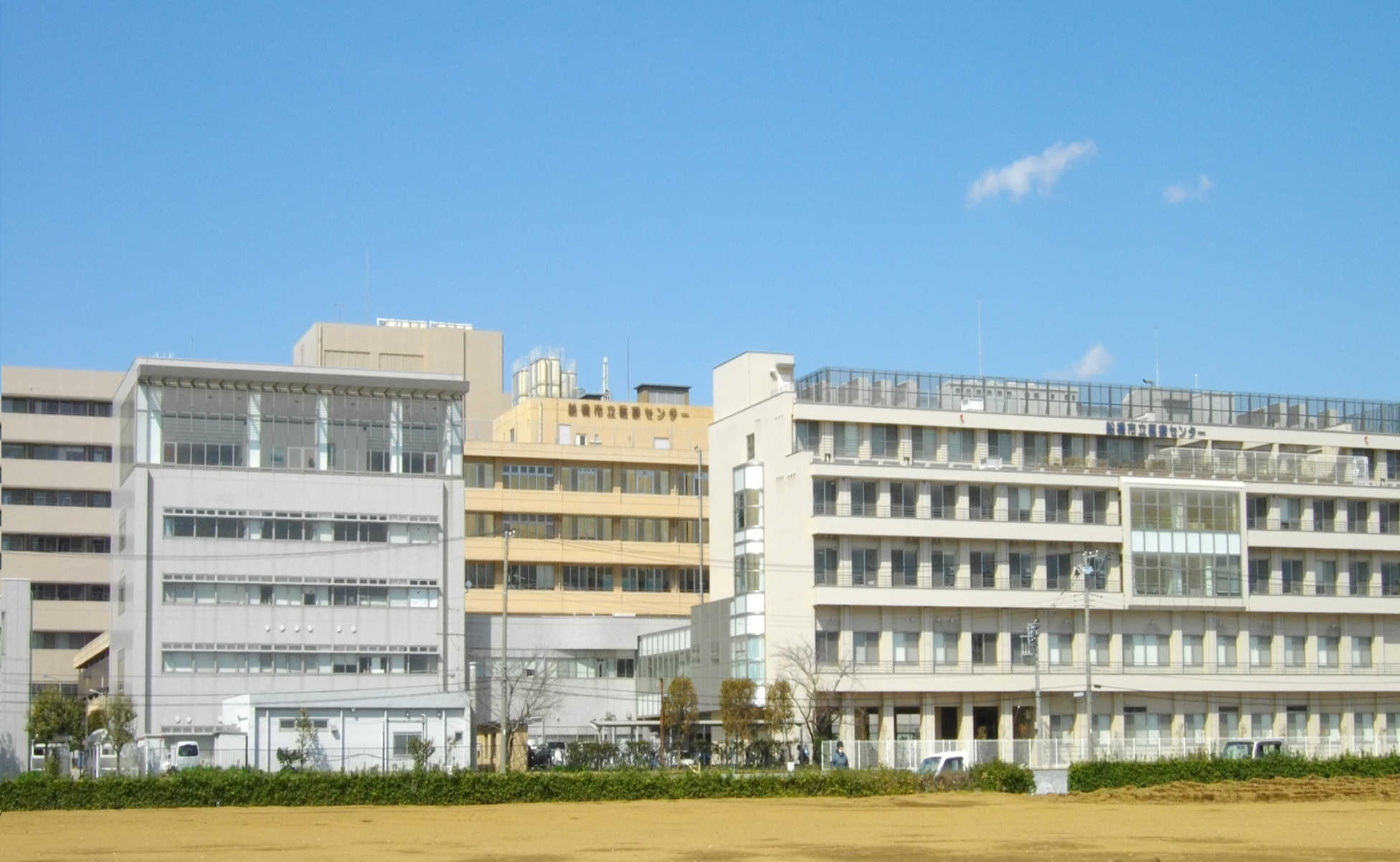
船橋市立医療センター

千葉県道288号夏見小室線沿いに商業施設（ロードサイド店舗）が林立する。
- 船橋市立夏見台小学校
- ヨークマート 夏見台店
- マミーマート 新夏見店
- ワイズマートディスカ 夏見店
- ジェーソン 船橋北本町店
- マツモトキヨシ 船橋北本町店
- ウエルシア薬局 船橋夏見台店
- ケーズデンキ 船橋夏見台店
- YAMADA web.com 船橋本店（南東側へ徒歩約8分）
- サイクルベースあさひ 船橋夏見店
- 千葉鑑定団 船橋店
- セカンドストリート 船橋夏見台店
- ハードオフ 船橋夏見台店
- 船橋市立夏見総合運動公園（徒歩約20分）
- 長津川ふれあい広場
- 夏見台近隣公園

### 西口

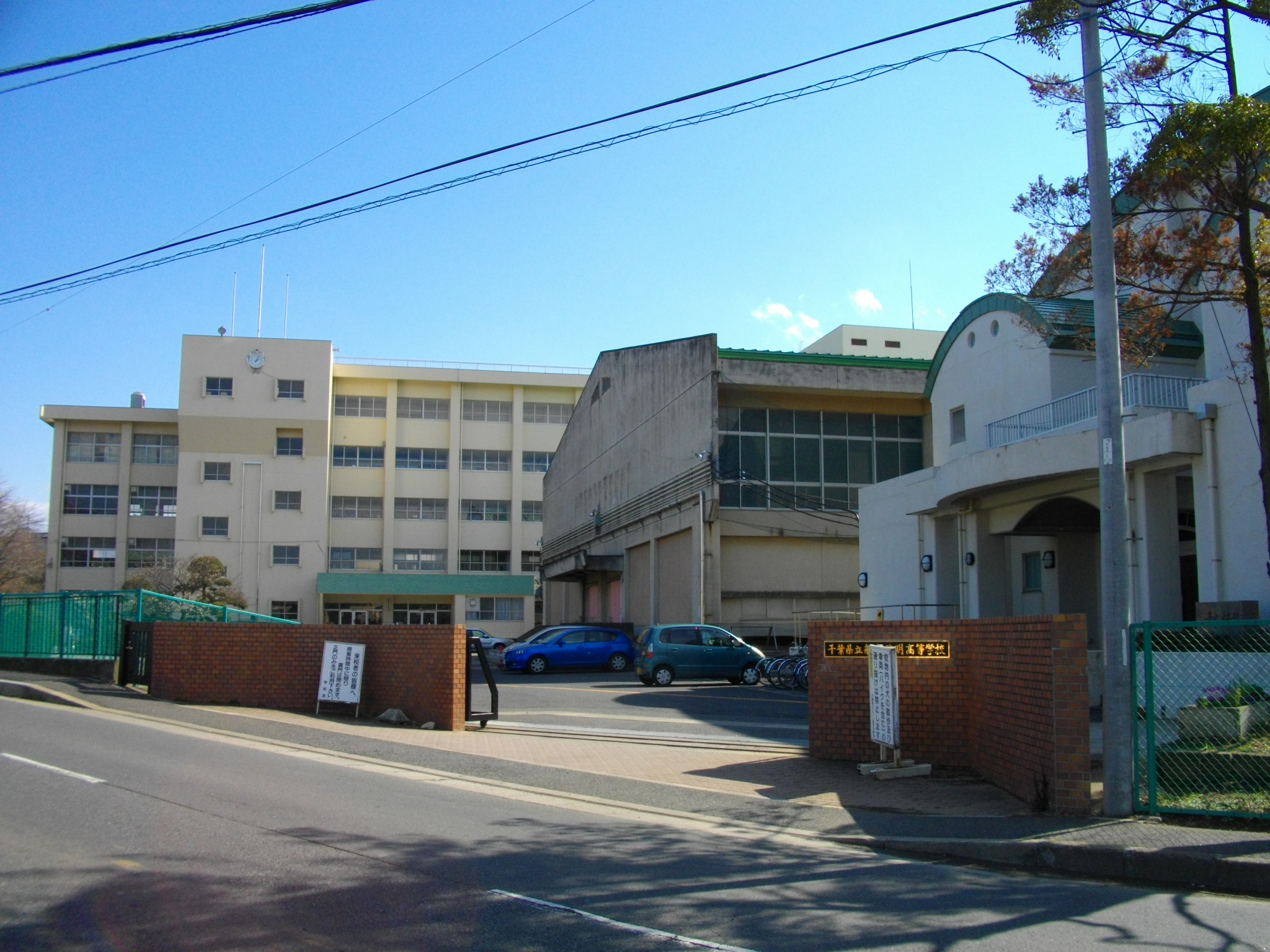
千葉県立船橋啓明高等学校

千葉県立行田公園があり、千葉県道9号船橋松戸線が走る。
- 船橋市塚田公民館
- 税務大学校 東京研修所
- 千葉県立船橋啓明高等学校
- 船橋市立行田中学校
- 船橋市立塚田小学校
- 船橋市立塚田南小学校
- 船橋市立行田東小学校
- 船橋塚田郵便局
- 船橋行田郵便局
- JAちば東葛 行田支店
- 東武ストア 新船橋店
- 行田公園
  - 海軍無線電信所船橋送信所（船橋無線塔記念碑）
- JAちば東葛農産物直売所（ふなっこ畑）
- 湯楽の里 船橋温泉（新船橋駅との中間地点）
- 玄気会玄気道総本部

## 隣の駅
東武鉄道
 東武アーバンパークライン
■急行
通過
■普通
馬込沢駅 (TD 32) - 塚田駅 (TD 33) - 新船橋駅 (TD 34)

### 利用状況
千葉県統計年鑑
1. ↑  千葉県統計年鑑（平成8年）
2. ↑  千葉県統計年鑑（平成9年）
3. ↑  千葉県統計年鑑（平成10年）
4. ↑  千葉県統計年鑑（平成11年）
5. ↑  千葉県統計年鑑（平成12年）
6. ↑  千葉県統計年鑑（平成13年）
7. ↑  千葉県統計年鑑（平成14年）
8. ↑  千葉県統計年鑑（平成15年）
9. ↑  千葉県統計年鑑（平成16年）
10. ↑  千葉県統計年鑑（平成17年）
11. ↑  千葉県統計年鑑（平成18年）
12. ↑  千葉県統計年鑑（平成19年）
13. ↑  千葉県統計年鑑（平成20年）
14. ↑  千葉県統計年鑑（平成21年）
15. ↑  千葉県統計年鑑（平成22年）
16. ↑  千葉県統計年鑑（平成23年）
17. ↑  千葉県統計年鑑（平成24年）
18. ↑  千葉県統計年鑑（平成25年）
19. ↑  千葉県統計年鑑（平成26年）
20. ↑  千葉県統計年鑑（平成27年）
21. ↑  千葉県統計年鑑（平成28年）
22. ↑  千葉県統計年鑑（平成29年）
23. ↑  千葉県統計年鑑（平成30年）
24. ↑  千葉県統計年鑑（令和元年）
25. ↑  千葉県統計年鑑（令和2年）

東武鉄道の1日平均乗降人員
1. 1 2 3  『駅別乗降人員 2024年度』（PDF）（レポート）東武鉄道、10頁。オリジナルの2025年5月19日時点におけるアーカイブ。2025年5月28日閲覧。
2. ↑  駅情報（乗降人員） - 東武鉄道
3. ↑  「駅一覧」『東武会社要覧2021』（pdf）（レポート）東武鉄道、70頁。オリジナルの2022年4月19日時点におけるアーカイブ。2024年8月22日閲覧。
4. ↑  『駅別乗降人員 2021年度』（PDF）（レポート）東武鉄道、2024年、10頁。オリジナルの2024年5月18日時点におけるアーカイブ。
5. ↑  『駅別乗降人員 2022年度』（PDF）（レポート）東武鉄道、2024年、10頁。オリジナルの2024年5月18日時点におけるアーカイブ。
6. ↑  『駅別乗降人員 2023年度』（PDF）（レポート）東武鉄道、2024年、10頁。オリジナルの2024年5月18日時点におけるアーカイブ。